# Шамалган
Шамалга́н (каз. Шамалған) — село у складі Карасайського району Алматинської області Казахстану. Адміністративний центр Шамалганського сільського округу.
У радянські часи село називалось Чемолган, до 2017 року — Ушконир.
Населення — 28644 особи (2021; 13616 у 2009, 10013 у 1999, 8346 у 1989).
У селі народився президент Казахстану Нурсултан Назарбаєв.